# گوستاو شبش
گوستاو شبش (مجاری: Gusztáv Sebes; ۲۲ ژانویهٔ ۱۹۰۶ – ۳۰ ژانویهٔ ۱۹۸۶) بازیکن و مربی فوتبال اهل مجارستان بود.
از باشگاه‌هایی که در آن بازی کرده‌است می‌توان به باشگاه فوتبال ام‌تی‌کی بوداپست اشاره کرد.
وی به عنوان سرمربی تیم ملی فوتبال مجارستان به مقام قهرمانی فوتبال در بازی‌های المپیک تابستانی ۱۹۵۲ و نایب قهرمانی جام جهانی فوتبال ۱۹۵۴ دست پیدا کرده‌است.